# Ryszard Herbut
Ryszard Herbut (ur. 8 lutego 1951 we Wrocławiu, zm. 2 października 2024 w Wałbrzychu) – polski prawnik, politolog, specjalizujący się w partycypacji politycznej, socjologii partii, systemach politycznych i współczesnych systemach politycznych; nauczyciel akademicki, związany z uczelniami we Wrocławiu, Legnicy i Wałbrzychu.

## Życiorys
Urodził się w 1951 roku we Wrocławiu. Po ukończeniu szkoły średniej podjął studia prawnicze na Wydziale Prawa i Administracji Uniwersytetu Wrocławskiego, które ukończył w 1973 roku magisterium. Stopień naukowy doktora nauk politycznych uzyskał w 1980 roku w Instytucie Nauk Politycznych UWr, na podstawie pracy pt. Konstytualizacja kierowniczej roli partii komunistycznej w państwach socjalistycznych, napisanej pod kierunkiem naukowym prof. Kazimierza Działochy. Stopień naukowy doktora habilitowanego otrzymał w 1996 roku w Uniwersytecie Wrocławskim na Wydziale Nauk Społecznych UWr na podstawie rozprawy pt. Systemy partyjne w Europie Zachodniej – ciągłość i zmiana. Studium porównawcze.
Pracę zawodową na macierzystej uczelni rozpoczął w 1975 roku w Instytucie Nauk Politycznych (obecnie Instytut Politologii) i przeszedł kolejne szczeble kariery naukowej do stanowiska profesora nadzwyczajnego, które otrzymał w 1997 roku, a następnie profesora zwyczajnego. W 2003 roku otrzymał tytuł profesora nauk humanistycznych. Od 1984 roku przez kolejnych sześć lat przebywał w Australii. W 1987 roku podjął tam studia (postgraduate) w ramach specjalizacji „Migration Studies”.
W 1990 roku wrócił do Polski, ponownie zatrudniając się w Instytucie Politologii UWr. Od 1997 roku jest tam kierownikiem Zakładu Polityki Administracyjnej i Służb Publicznych. Zasiadał w Senacie Uniwersytetu Wrocławskiego. W latach 1996–1997 pełnił funkcję koordynatora tzw. Europejskiego Projektu Strukturalnego (JEP), w który było zaangażowanych 5 uczelni zachodnich (Wiedeń, Marsylia, Bruksela, Brighton i Ateny) oraz 3 polskie uniwersytety (Lublin, Warszawa i Wrocław). Celem JEP–u była reorganizacja struktury procesu dydaktycznego w polskich jednostkach (Instytut Nauk
Politycznych) oraz ujednolicenie programowe, co umożliwiło podjęcie współpracy w ramach uniwersalnego modelu inicjatyw dydaktycznych Erasmus. Od 2005 był jest dyrektorem Instytutu Politologii UWr.
Ponadto wykładał w szkołach wyższych w Wałbrzychu (1998–2005) i Legnicy (od 1998). W Instytucie Pedagogiki Dolnośląskiej Szkoły Wyższej TWP w Wałbrzychu był kierownikiem Katedry Politologii. W legnickiej Państwowej Wyższej Szkole Zawodowej przez 3 lata był członkiem Senatu (do 2002) i kieruje Zakładem Współczesnych Systemów Politycznych.

## Dorobek naukowy
Dorobek naukowy Ryszarda Herbuta to kilkadziesiąt pozycji, wśród których piętnaście to autorstwo lub współautorstwo książek z zakresu politologii. Na szczególną uwagę, zasługują dwie prace, wyróżniające się w polskiej politologii: Leksykon politologii, pod redakcją Andrzeja Antoszewskiego i Ryszarda Herbuta (wydanie VI, Wrocław 2002) nagrodzony przez MEN i Wydział Dziennikarstwa i Nauk Politycznych Uniwersytetu Warszawskiego; oraz Systemy polityczne współczesnego świata, których współautorem był również Andrzej Antoszewski (Gdańsk 2001), nagrodzone przez PAN.
Prace profesora Herbuta cechowało nowoczesne podejście do przedmiotu badawczego. Jako jeden z pierwszych w polskiej politologii wprowadził, a następnie rozwinął wiele kategorii powiązanych z partiami i systemami partyjnymi (między innymi podziały socjopolityczne, format i mechanizm systemu partyjnego czy funkcjonalne i strukturalne podejścia do partii politycznej).

## Życie prywatne
Do jego pozaszkolnych zainteresowań należały: marynistyka, modelarstwo i żeglarstwo. Był żonaty od 1974 roku, jego żona Małgorzata (zm. 2012) była z wykształcenia prawnikiem. Miał z nią syna Macieja (ur. 1980). Druga żona Magdalena, jest z wykształcenia politologiem. Miał z nią syna Antoniego (ur. 2008)..